# Hamm-Uentrop

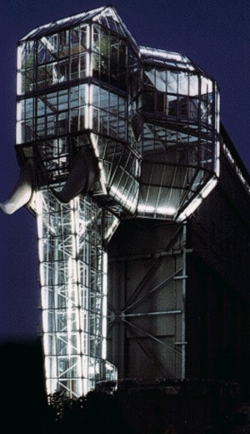
Der Gläserne Elefant ist das Wahrzeichen des Maximilianparks im Stadtbezirk Hamm–Uentrop

Hamm-Uentrop ist seit 1975 ein Stadtbezirk der Großstadt Hamm in Westfalen. Die ehemals selbstständige Gemeinde Uentrop bildet den Kern des neuen Bezirks und stand bei der Namensgebung Pate.

## Geographische Lage
Begrenzt wird Uentrop durch die Gemeinde Lippetal im Osten, die Stadtbezirke Hamm-Rhynern im Süden, Hamm-Mitte im Westen, sowie Hamm-Heessen im Nordwesten und die Stadt Ahlen im Norden. Die westliche Bezirksgrenze wird durch den Flusslauf der Ahse im Stadtgebiet von Hamm gebildet. Die Lippe durchfließt den nördlichen Teil des Stadtbezirks von Ost nach West.

## Geschichte
Die Gemeinde Uentrop wird erstmals im Jahre 1030 urkundlich erwähnt, und zwar als Pfarrgründung der Bischöfe von Münster. 1202 ging der Ort als Schenkung vom Kloster Marienfeld auf den Grafen Friederich von Altena über. In der Folge kam es zu langwierigen Streitigkeiten um die Oberhoheit über das Kirchspiel Uentrop (mit Haaren und Schmehausen). Diese wurden erst durch den Grenzvertrag von 1575 zwischen der Grafschaft Mark und dem Hochstift Münster beigelegt. Die Oberhoheit verblieb danach bei der Grafschaft Mark. Uentrop wurde dem Amt Hamm zugeordnet und ging wie die gesamte Grafschaft an das Kurfürstentum Brandenburg über, nachdem das Geschlecht der Grafen von der Mark 1609 in der Hauptlinie erloschen war. Dieser Zustand wurde 1666 endgültig durch Erbvergleich zwischen Pfalz-Neuburg und Brandenburg bestätigt. 1716 bildete Uentrop ein eigenes Amt im kurz zuvor entstandenen Königreich Preußen, fiel aber während der napoleonischen Besetzung an die Mairie (Bürgermeisterei) Hamm zurück, die das Amt Hamm in der napoleonischen Zeit abgelöst hatte.
1965 begann der Konzern Du Pont de Nemours mit dem Bau einer Fabrik zur Produktion von Dacron und Nylon, für das ein Werkshafen abgelegt wurde. 1968 ging das Werk in Betrieb.
Am 1. Januar 1968 wurden die ehemals selbständigen Gemeinden Braam-Ostwennemar (großenteils), Frielinghausen, Haaren, Norddinker, Schmehausen, Vöckinghausen und Werries eingegliedert. Grund war das Gesetz zur Neugliederung des Landkreises Unna vom 19. Dezember 1967.
Mit der Gemeindegebietsreform, die am 1. Januar 1975 in Kraft trat, vereinigten sich neben anderen Orten und Städten auch die Gemeinde Uentrop mit 12.238 Einwohnern auf 39,46 km² mit der Stadt Hamm. Der im gleichen Jahr neu gebildete Stadtbezirk im Osten der auf diese Weise neu entstandenen Großstadt Hamm erhielt den Namen Hamm-Uentrop.
Nach mehrjähriger Bauzeit ging das Kernkraftwerk THTR-300 (ein Thorium-Hoch-Temperatur-Reaktor) 1985 im Ortsteil Schmehausen ans Netz. Nach einer schweren Havarie und weiteren Misserfolgen wurde er 1989 stillgelegt und teilweise zurückgebaut. Auf dem Gelände des THTR-300 war zusätzlich noch ein 1300-Megawatt-Kernkraftwerk mit Druckwasserreaktor, das Kernkraftwerk Hamm (KKH), angedacht. Es hätte 1990 ans Netz gehen sollen, kam aber nicht über die Planungsphase hinaus.

## Politik

### Wappen
Gespalten von Gold und Rot: Vorn ein mit drei silbernen Pfählen belegter roter Balken; hinten eine goldumwickelte silberne Spindel über einem goldenen Blitz.
Das erste Feld zitiert das Wappen der Herren von der Recke („in Blau ein mit drei roten Pfählen belegter silberner Balken“), die im Mittelalter große Ländereien in Uentrop hatten, und die Farben der Grafschaft Mark („in Gold ein rot-silber geschachter Balken“). Die Spindel steht für die Textilindustrie und der Blitz als Symbol für die Energiewirtschaft.
Dieses Wappen wurde vom Land NRW 1969 genehmigt.

## Sehenswürdigkeiten

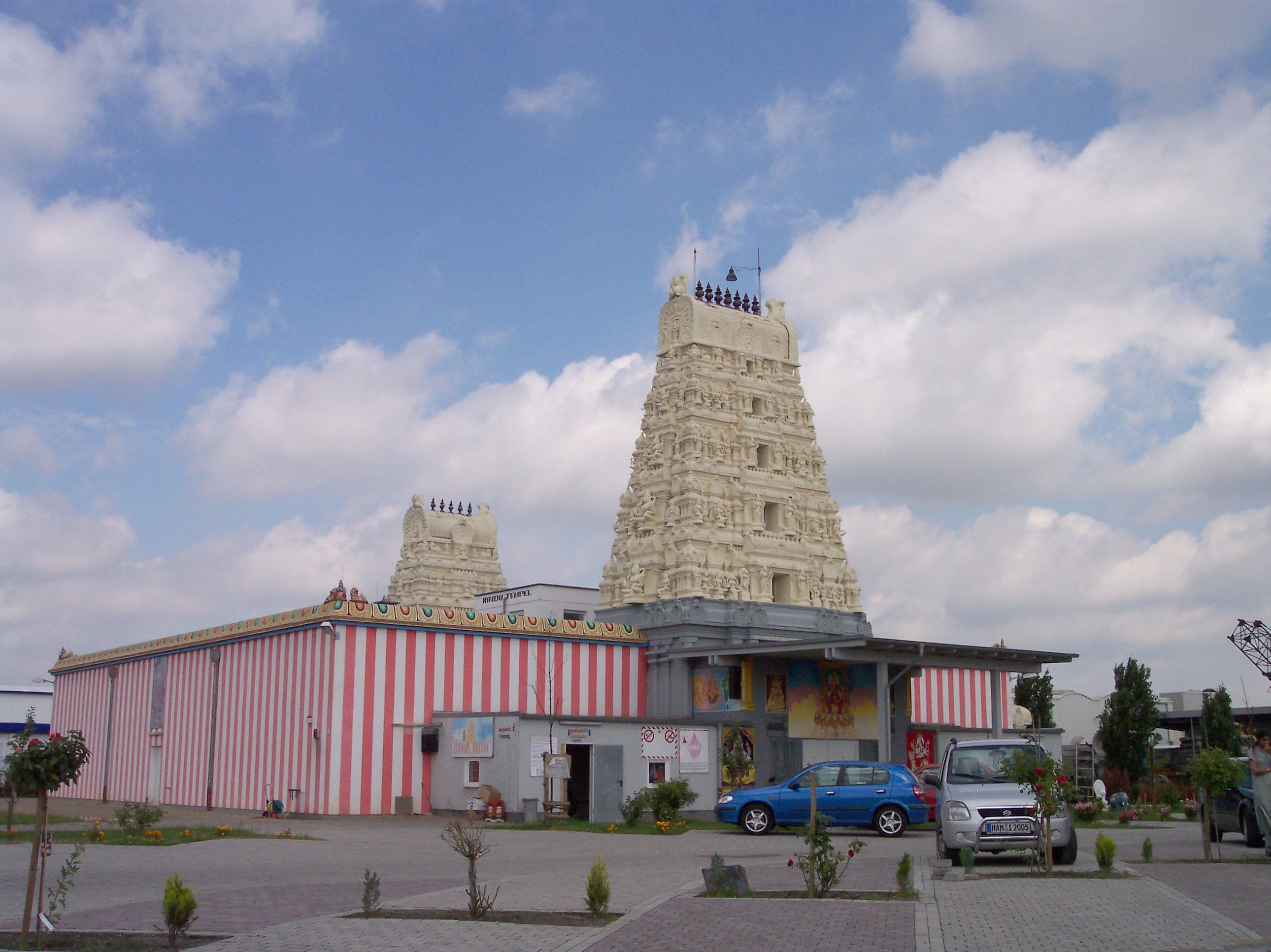
Sri-Kamadchi-Ampal-Tempel

Zu den Sehenswürdigkeiten gehören das Wasserschloss Haus Uentrop und der Maximilianpark. Wahrzeichen des Parks ist der größte Glaselefant der Welt. Er wurde anlässlich der ersten Landesgartenschau in Nordrhein-Westfalen auf ein ehemaliges Zechengebäude der Zeche Maximilian aufgesetzt. Heute dient er Ausstellungen und anderen Veranstaltungen.
Die evangelische Pfarrkirche St. Pankratius im Stadtteil Mark ist annähernd 1.000 Jahre alt und weist noch bedeutende mittelalterliche Bildnisse im Chorraum auf. Sie war bis 1337 die Mutterkirche von Hamm. Hier findet sich auch die Grabstätte des General-Leutnants Karl Friedrich von Wolffersdorff (1716–1781) und in der Nachbarschaft der Burghügel Mark, der noch Ausmaße der früheren Stammburg der Grafen von der Mark erkennen lässt. Sehenswert ist auch die im Mittelalter erbaute evangelische Dorfkirche im Dorf Uentrop mit ihren Ausmalungen. Der Turm stammt aus dem 13. Jahrhundert, während das Kirchenschiff im 16. Jahrhundert erbaut wurde. Das Geläut ist als einziges noch im Original erhalten geblieben.
Ebenfalls auf dem Gebiet des Stadtbezirks steht Europas größter tamilisch-hinduistischer Tempel, der Sri-Kamadchi-Ampal-Tempel. Der Kurpark Hamm bildet zusammen mit den umliegenden Wohngebieten, dem Kurhaus den Ortsteil Bad Hamm. Der Park der ehemaligen Kuranlagen ist einer der größten öffentlichen Hammer Parks und ein stark prägendes Element der Stadt.

### Naherholung und Naturschutz
Die Auen des Flusses Lippe dienen vorwiegend dem Naturschutz.
Im Bereich der Ahse bestehen umfangreiche Naherholungsgebiete und entlang des Datteln-Hamm-Kanals führen Rad- und Wanderwege. Ein weiterer Ausbau des ehemaligen Kohlehafens Haaren und des Haarener Baggersees für Erholungszwecke sind geplant. Der Kurpark und der Park um den Burghügel Mark bieten weitere Möglichkeiten für Erholungssuchende. Hinzu kommen die zahlreichen noch ländlich geprägten Gebiete des Stadtbezirks.

## Öffentliche Einrichtungen
- Bezirksamt
- eine Polizeidienststelle
- eine Kleinschwimmhalle
- Kurhaus mit Mehrzwecksaal
- Maximilian Park mit Eissporthalle
- WestpressArena

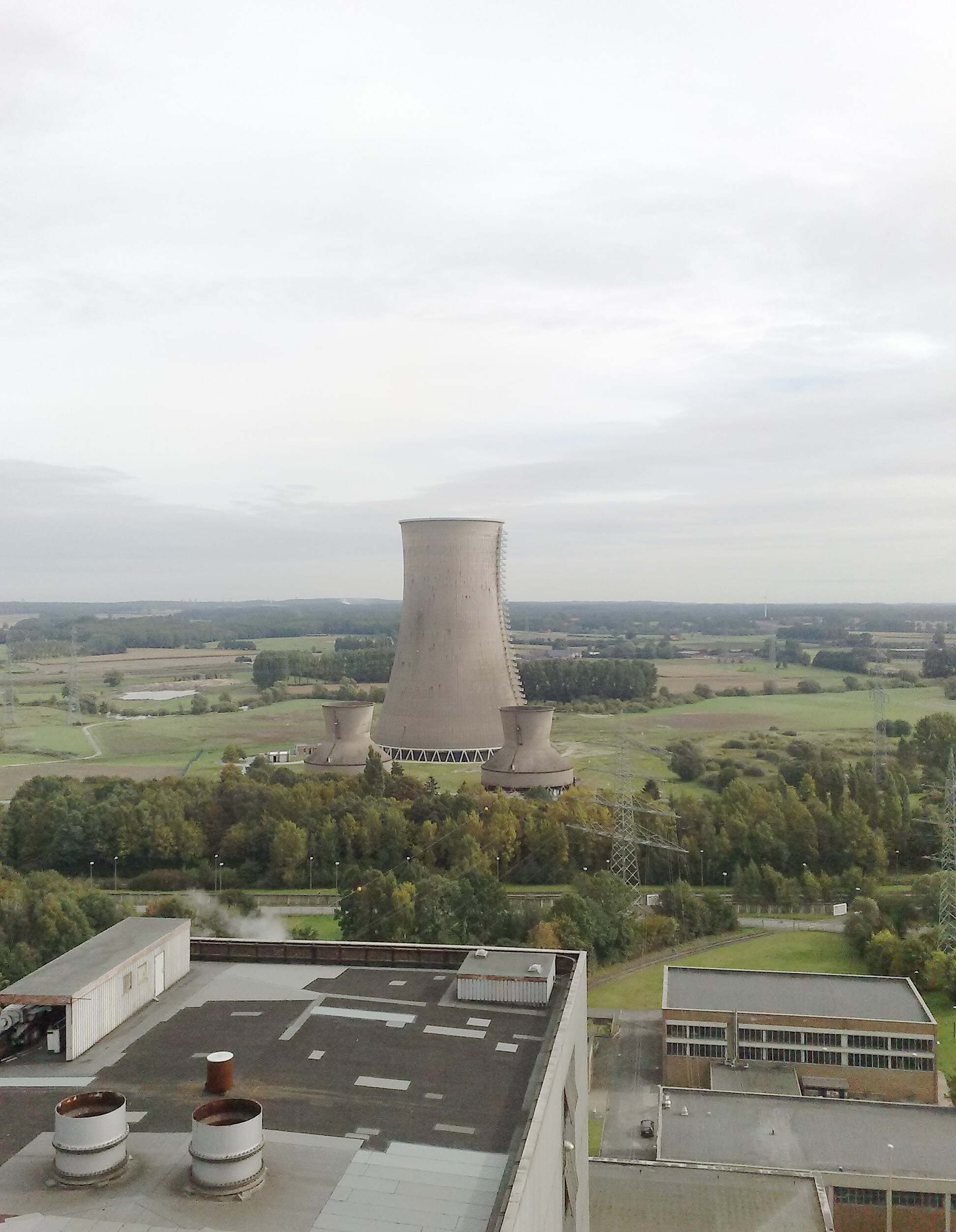
Blick auf den Kühlturm des Kraftwerks Westfalen

Der Bezirk verfügt außerdem noch über folgende Schulen:
- vier Grundschulen
- je eine Haupt- und Realschule
- ein Gymnasium
- das Westfälische Berufskolleg-Fachschulen Hamm.

## Wirtschaft
Uentrop ist einer der größten Industriestandorte in Hamm, bedeutende Arbeitgeber sind:
- DuPont-Werk Hamm
- Kohlekraftwerk Westfalen
- Trianel-Gasturbinenkraftwerk
- Westfleisch Niederlassung Hamm
- Marienhospital II (ehemals Knappschaftskrankenhaus)
- Klinik für Manuelle Therapie (Kurpark)
- Claas Landmaschinentechnik, Zentrallager für Europa

## Verkehr
Uentrop ist über die Anschlussstelle Hamm-Uentrop, die sich in Lippetal-Lippborg befindet, an die A2 und das deutsche Fernstraßennetz angeschlossen.
Der Kanalendhafen des Datteln-Hamm-Kanals bindet den Stadtbezirk an das europäische Wasserstraßennetz an.
Der Stadtbezirk Uentrop wird durch das Stadtbusnetz von Hamm in den ÖPNV eingebunden.
Eine früher bestehende regelmäßige Eisenbahnverbindung durch die AG Ruhr-Lippe-Eisenbahnen von Lippborg nach Hamm Süd und Hamm Stadt wurde eingestellt. Die Strecke dient heute teilweise der Museumseisenbahn Hamm als Hausstrecke.